# 飯塚美沙希
飯塚 美沙希（いいづか みさき、1996年7月30日 - ）は、東京都中央区出身のハンドボール選手。日本ハンドボールリーグ（リーグH）の三重バイオレットアイリス所属。

## 経歴
桐蔭横浜大学時代は2018年の関東学生ハンドボール・春季リーグで優秀選手賞を受賞。秋季リーグでは42得点を挙げ得点王のタイトルを獲得し、2季連続で優秀選手に選ばれた。
2019年に日本ハンドボールリーグのプレステージ・インターナショナル アランマーレへ加入。同年はリーグ2位となる99得点を挙げ、最優秀新人賞を受賞した。
2022年4月にアランマーレを退団。6月に三重バイオレットアイリスへの移籍を発表した。背番号は「6」。

## 詳細情報

### 年度別成績
| 年                | チーム            | 試合 | フィールド 得点 | 率   | 7m    | 合計    | 警告 | 退場 | 失格 |
| ----------------- | ----------------- | ---- | --------------- | ---- | ----- | ------- | ---- | ---- | ---- |
| 2019-20           | アランマーレ      | 14   | 68/151          | .450 | 31/35 | 99/186  | 0    | 3    | 0    |
| 2020-21           | アランマーレ      | 16   | 54/135          | .400 | 20/26 | 74/161  | 0    | 0    | 0    |
| 2021-22           | アランマーレ      | 18   | 49/106          | .462 | 27/32 | 76/138  | 1    | 1    | 0    |
| 2022-23           | MVI               | 20   | 40/75           | .533 | 2/5   | 42/80   | 0    | 1    | 0    |
| 2023-24           | MVI               | 17   | 55/128          | .430 | 0/0   | 55/128  | 1    | 0    | 0    |
| 2024-25           | MVI               | 24   | 66/133          | .496 | 0/0   | 66/133  | 0    | 6    | 0    |
| JHL・リーグH：6年 | JHL・リーグH：6年 | 109  | 332/728         | .456 | 80/98 | 412/826 | 2    | 11   | 0    |

- 各年度の太字はリーグ最高

### タイトル・表彰

#### 日本ハンドボールリーグ
- 最優秀新人賞 (2019年)

### 背番号
- 4 (2019年 - 2022年)
- 6 (2022年 - )